# Institució
Una institució és una plataforma per actuar conjuntament dotada d'un determinat poder i de mecanismes especialitzats. Les creen els actors que actuen autònomament (reactius, cognitius, creatius) en una situació de multidependència.
Els actors que actuen conjuntament s'enfronten a situacions que han de superar. En els casos més complicats cal que estructuren les relacions entre ells per coordinar-se, aquesta és la raó de la institució. Necessiten crear unes normes, regles i en definitiva un règim de coordinació per regular les seues accions i actuar col·lectivament.
Les institucions tenen una doble dimensió. Per una banda permeten que els individus participin i per altra els exclouen. També té una cara externa (manera de presentar-se al món) i una cara interna (manera de treballar internament).
Les institucions fan que el Govern deixi de ser qui governa. Es creen sobre institucions ja existents, les societat no són taules rases, per tant ja existeixen taules de comportament.
Si es parteix de la base de què les institucions són els mitjans pels quals actuen col·lectivament els exemples d'institucions podrien ser molts i de molt variada temàtica. Així, són institucions:
- l'església
- l'escola
- l'exèrcit
- el matrimoni
- els hospitals
- la presó

És un dels principals objectes d'estudi de la política, sociologia i també de la història, ja que la seva evolució classifica els diferents períodes o sistemes així com les relacions i la forma d'actuar col·lectivament dels individus.

## Institucionalització
El terme "institucionalització" s'utilitza àmpliament en teoria social per referir-se al procés d'incorporar alguna cosa (per exemple, un concepte, un paper social, un valor o una manera de comportament particulars) dins d'una organització, sistema social o societat en conjunt. El terme també es pot utilitzar per referir-se a comprometre una persona en particular a una institució, com ara una institució mental. En aquesta mesura, la "institucionalització" pot tenir connotacions negatives pel que fa al tractament i als danys causats a éssers humans vulnerables per l'aplicació opressiva o corrupta de sistemes inflexibles de controls socials, mèdics o legals per part de propietat pública, privada o no - entitats lucratives.
El terme "institucionalització" també es pot utilitzar en un sentit polític per aplicar-se a la creació o organització d'institucions governamentals o òrgans particulars responsables de supervisar o implementar polítiques, per exemple en el benestar o el desenvolupament.